# Night and Day (Album)

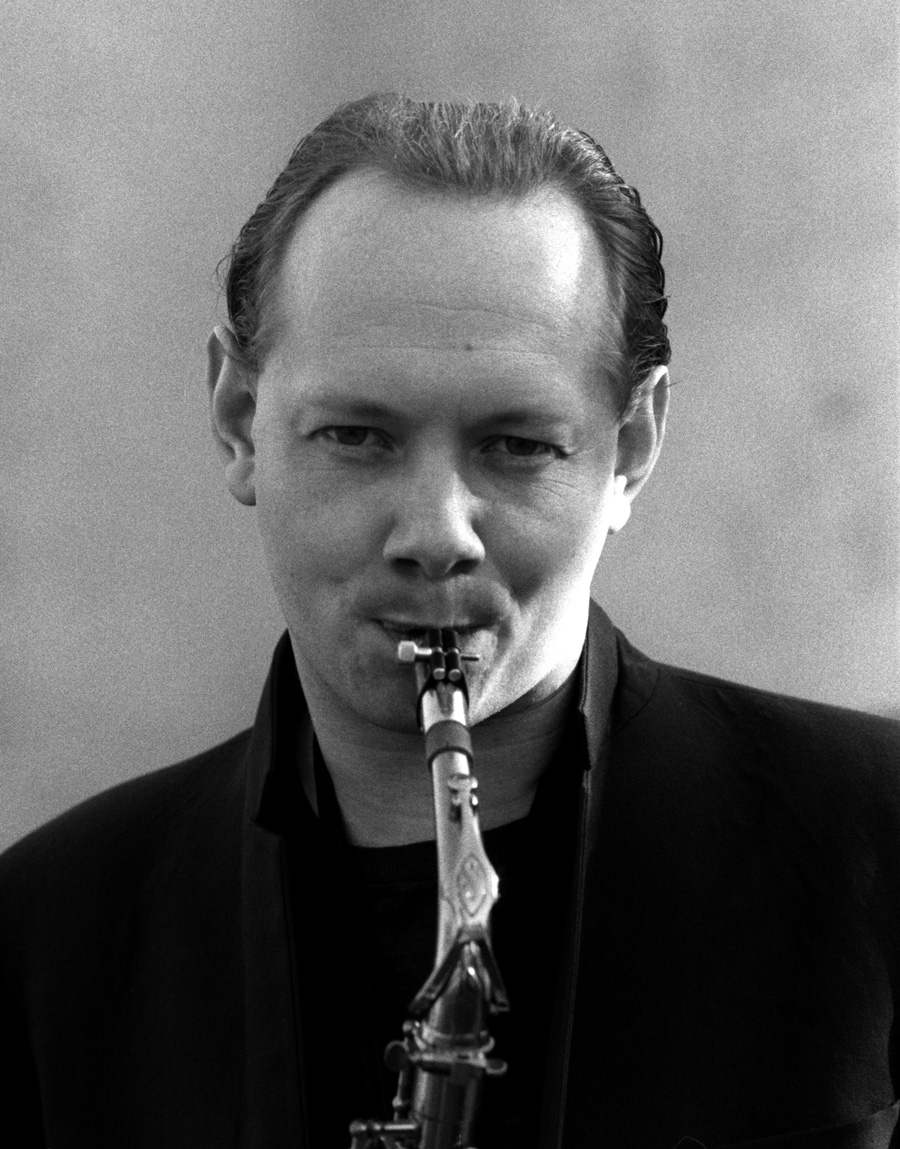
Joe Jackson (1982)

Night and Day ist das fünfte Studioalbum des britischen Musikers Joe Jackson, das am 25. Juni 1982 von A&M Records veröffentlicht wurde und zum Top-10-Album sowie Millionen-Seller avancierte.

## Hintergrund
Das Album ist eine Hommage an den Stil von Cole Porter und sein Lied Night and Day. Der Titel Real Men verweist indirekt auf die Schwulenkultur der Stadt in den frühen 1980er Jahren.
Joe Jackson kommentierte sein Album später:

„Keine Gitarre, lateinamerikanische Rhythmen und ein ausgefeilterer und jazzbeeinflusster Ansatz beim Songwriting … meine ersten drei Alben waren Londoner Alben, aber dies ist ein New Yorker Album. Es war auch das erste Mal, dass ich genau das gemacht habe, was ich wollte, ohne Rücksicht auf die Konsequenzen. Ich war wirklich nervös, als es veröffentlicht wurde, ich dachte, es würde gehasst oder ignoriert werden, aber es war mein erfolgreichstes Album. In vielerlei Hinsicht fühlt es sich wie mein erstes an.“

## Titelliste
Alle Titel wurden von Joe Jackson geschrieben, sofern nicht anders angegeben.
Night Side
1. Another World – 4:00
2. Chinatown – 4:08
3. T.V. Age – 3:45 (Jackson and Steve Tatler)
4. Target – 3:52
5. Steppin’ Out – 4:34

Day Side
1. Breaking Us in Two – 4:57
2. Cancer – 6:06
3. Real Men – 4:05
4. A Slow Song – 7:15

## Rezensionen
Steppin' Out wurde für den Grammy Award in den Kategorien „Record of the Year“ und „Best Pop Vocal Performance, Male“ nominiert.
Der AllMusic-Rezensent Stephen Thomas Erlewine vergab 4,5 von 5 Punkten und schrieb:

„1982 wird für immer als das Jahr bekannt sein, in dem die Punks Klasse bekamen – oder zumindest als das Jahr, in dem Joe Jackson und Elvis Costello, die Rivalen um den Titel des amtierenden britischen Angry Young Man, beschlossen, dass sie nicht nur Rocker, sondern auch Songschreiber in der Tradition der Tin Pan Alley waren. […]
Da ist natürlich der Durchbruchshit Steppin' Out, der vor Vorfreude pulsiert, aber das schmerzende Breaking Us in Two ist ebenso gut wie das eindringliche Real Men und der Album-Opener Another World, ein lebendiger, vielfarbiger Song, der die klanglichen und textlichen Themen des Albums perfekt einleitet.“

## Kommerzieller Erfolg

### Chartplatzierungen
| ChartsChartplatzierungen       | Höchstplatzierung | Wochen |
| ------------------------------ | ----------------- | ------ |
| Deutschland (GfK)              | 11 (20 Wo.)       | 20     |
| Vereinigte Staaten (Billboard) | 4 (57 Wo.)        | 57     |
| Vereinigtes Königreich (OCC)   | 3 (27 Wo.)        | 27     |

| ChartsJahrescharts (1983)      | Platzierung |
| ------------------------------ | ----------- |
| Deutschland (GfK)              | 71          |
| Vereinigtes Königreich (OCC)   | 64          |
| Vereinigte Staaten (Billboard) | 22          |

### Auszeichnungen für Musikverkäufe
Das Album erhielt weltweit je zwei Gold- und Platin-Schallplatten für über 720.000 verkaufte Einheiten. Quellenangaben zufolge soll es sich über eine Million Mal verkauft haben.
| Land/Region                  | Auszeichnungen für Musikverkäufe (Land/Region, Auszeichnung, Verkäufe) | Verkäufe |
| ---------------------------- | ---------------------------------------------------------------------- | -------- |
| Frankreich (SNEP)            | Gold                                                                   | 100.000  |
| Neuseeland (RMNZ)            | Platin                                                                 | 20.000   |
| Niederlande (NVPI)           | Platin                                                                 | 100.000  |
| Vereinigte Staaten (RIAA)    | Gold                                                                   | 500.000  |
| Vereinigtes Königreich (BPI) | Gold                                                                   | 100.000  |
| Insgesamt                    | 3× Gold · 2× Platin ·                                                  | 820.000  |